# Cantó de Saint-Julien-en-Genevois
El cantó de Saint-Julien-en-Genevois és un cantó del departament francès de l'Alta Savoia, a la regió d'Alvèrnia-Roine-Alps. Està inscrit al districte de Saint-Julien-en-Genevois, té 17 municipis més una part de la sotsprefectura de Saint-Julien-en-Genevois.

## Municipis
- Archamps
- Beaumont
- Bossey
- Chênex
- Chevrier
- Collonges-sous-Salève
- Dingy-en-Vuache
- Feigères
- Jonzier-Épagny
- Neydens
- Présilly
- Savigny
- Saint-Julien-en-Genevois
- Valleiry
- Vers
- Viry
- Vulbens

## Història
| Data d'elecció                           | Identitat         | Partit                        | Qualitat |
| ---------------------------------------- | ----------------- | ----------------------------- | -------- |
| 1945-1955                                | Louis Martel      | MRP                           |          |
| 1955-1979                                | Jean Pissard      | Divers droite, després UDF-PR |          |
| 1979-1998                                | Gaston Maurel     | PS, després divers gauche     |          |
| 1998-2011                                | Georges Étallaz   | Divers droite                 |          |
| 2011-                                    | Antoine Vieillard | MoDem                         |          |
| les dades anteriors no són pas conegudes |                   |                               |          |
|                                          |                   |                               |          |